# Pile Allé
 For alternative betydninger, se Pile Allé (flertydig).
Pile Allé er sammen med Allégade hovednerven i et kvarter på Frederiksberg, hvor historie og kultur er særlig nærværende. Langs Pile Allé eller inden for få hundrede meter ligger en lang række seværdigheder samt steder for 'afkobling', spændende fra grønne områder til restauranter.
Pile Allé, ved foden af Valby Bakke, og Allégade er et byområde hvor man stadig kan fornemme, at det engang har ligget ude på landet, så det ikke er en by som inde i København eller som de bydele der på storbymanér er vokset ud fra København. Historien hænger meget sammen med kongens slot (Frederiksberg Slot) og have, og det gælder også udviklingen af det gamle forlystelseskvarter på Frederiksberg, herunder Lorry på Allégade og 'De Små Haver' (familiehaver) på Pile Allé.
Pile Allé ligger i 'forlængelse' af Allégade og går nord-syd fra Frederiksberg Runddel og Frederiksberg Allé i nord, krydser Roskildevej/Vesterbrogade, og ender i syd i Valby Langgade, ved grænsen mellem Frederiksberg Kommune og Københavns Kommune (ved Ny Carlsberg Vej).

## Steder og bygninger på Pile Allé

### Vestsiden, lige husnumre, fra nord til syd
- Hjørnet af Frederiksberg Runddel: Storm P.-Museet, som er indrettet i en bygning fra 1886, der tidligere har rummet politistation og begravelsesvæsen. På stedet lå Ny Hollænderby's trækirke 1653 – 1697.
- Det kgl. danske Haveselskabs have, som i 1883 overtog de gamle gartnerier i forbindelse med Frederiksberg Have. Tilbage i 1600-hundredetallet lå Ny Hollænderby's kirkegård her.
- Pile Allé 10-12: Hansens Gamle Familiehave.
- Pile Allé 14 A: Restaurant Josty. Josty er fra 1813, og blev benyttet af kong Frederik 6. som The Pavillon.
- Tuborg Labyrinten. Finansieret af Tuborgfondets donation til Frederiksberg Kommune i 1993. Labyrinten er nu 15 år gammel, så hækken er både høj og tæt, og det er lidt af en udfordring at finde vej i den. Læs historien om Labyrintens tilblivelse Her
- Pile Allé 14: KB's Idrætsanlæg med tennisbaner og tennishal.
- Pile Allé 16: M. G. Petersens Gamle Familiehave.
- Pile Allé 18 (ved det nordlige hjørne af Roskildevej): Krøgers Familiehave.

De tre nævnte 'Familiehaver' i nummer 10-12, 16 og 18 kaldes De Små Haver. De stammer fra midten af 1800-tallet, og tilladelserne til disse traktørsteder blev oprindeligt givet til slottets funktionærer, der boede i disse småhuse.
- Søndermarken, med 'Jernporten' på hjørnet (det sydlige hjørne) af Roskildevej. Denne gitterport spærrede oprindelig adgangen til Frederiksberg Allé (ved Vesterbrogade/Værnedamsvej), og blev i 1862 flyttet til Søndermarken.

### Østsiden, ulige husnumre, fra nord til syd
- Frederiksberg Kirke ved hjørnet af Frederiksberg Allé, opført i 1734 af den hollandske arkitekt Felix Dusart.
- Frederiksberg Ældre Kirkegård med gravsteder for mange kendte danskere.
- Pile Allé 1: Præstegården fra 1825.
- Pile Allé 3: Menighedshuset fra 1912 af Kristoffer Varming.
- Pile Allé 5: Slotsgården, en brutalistisk bygning fra 1975 af Svend Fournais. Her lå indtil da Hans Lystrups automobilforretning og værksted (1928 af Oscar Gundlach-Pedersen).
- Pile Allé 21: Galleri Monica Ritterband.
- Pile Allé 21, på hjørnet (det nordlige hjørne) af Vesterbrogade: Fuji Sushi (før- Platform Café og Restaurant Panda). Her lå indtil 1906 Slotskroen, opført 1782 ved den nye Roskilde Landevej.
- Pile Allé 23: Pilekroen.

Nær Pile Allé 49: På Rahbeks Allé (som er en sidevej til Pile Allé) ligger Bakkehusmuseet i nummer 23. Bakkehuset, hvor Kamma og Knud Lyne Rahbek levede, er en vigtig del af Frederiksbergs historie og af Danmarks litteratur- og kulturhistorie.
Bakkehuset, som nu er et museum, er fra 1620'erne, og siges at være Frederiksbergs ældste bygning. Det var oprindelig en firlænget gård. Knud Lyne Rahbek købte stedet i 1802 og boede der til sin død i 1830. I Bakkehuset holdt hans hustru, Kamma Rahbek, sin salon i Den danske Guldalder. Museet blev åbnet i 1925. Huset blev i 1935 købt og skænket til Frederiksberg Kommune, som siden med årlige tilskud har varetaget vedligeholdelsen af bygninger og have.